# Unión Deportiva Las Palmas Atlético
Las Palmas Atlético es un equipo de fútbol español, filial de la Unión Deportiva Las Palmas, club de la Primera División de España. Actualmente milita en la Segunda Federación.

## Historia
Las Palmas Atlético fue fundado como tal en 1977, al lograr su primer ascenso a Tercera División, aunque desde 1954 existen precedentes de filiales, cuando se fundó como Unión Atlético. En 1958 pasó a llamarse Las Palmas Aficionado.
El equipo ha militado siempre entre las divisiones Tercera y Segunda B, a la que ascendió por primera vez en 1979, permaneciendo tres temporadas consecutivas, de un total de ocho. En la temporada 1984-85 alcanzó la final de la Copa de la Liga de Tercera División, que le enfrentó a la Unión Balompédica Conquense. Tras derrotar como local al equipo de Cuenca por 2-0, cayó por 4-1 en la prórroga del partido de vuelta.
En la temporada 1994-95 alcanzó la final de la Copa Federación, proclamándose campeón al derrotar en doble partido al Balaguer C. F. de Lérida.
En la temporada 2007-08 ascendió a Segunda B por cuarta vez. En esa misma temporada se recuperó la denominación Unión Deportiva Las Palmas Atlético, en lugar de U. D. Las Palmas "B" que llevó desde 1991. En la campaña 2008-09 acabó en el 16.° puesto, debiendo jugar una eliminatoria de permanencia, donde al ser derrotado por el Real Sporting de Gijón "B" devolvió al equipo a Tercera División.
En la temporada 2012-13 quedó primero del grupo canario de Tercera División, y jugó la eliminatoria de ascenso a Segunda División B contra el equipo asturiano C. D. Tuilla, al que ganó por un global de 4-1, logrando el ascenso.
En la campaña 2014-15, tras dos campañas consecutivas en la división de bronce, jugando incluso una promoción de ascenso a Segunda División (categoría profesional) al acabar 4.º (2013-14), descendió a Tercera División tras disputar contra el F. C. Cartagena la eliminatoria por la permanencia: 0-0 en Cartagena y 1-1 en Gran Canaria.
En 2017 recuperó la categoría más alta hasta el momento, jugando tres temporadas consecutivas. En la 2021-22 se instaló en la nueva categoría Segunda División RFEF (4.º nivel). En 2022 volvió a Tercera Federación.
En la temporada 2024-25, tres temporadas después, regresó a Segunda Federación, tras una victoria frente a la U. D. Ibarra. Esa misma temporada, el equipo se proclamó campeón por segunda vez consecutiva de la Copa José Antonio Ruiz Caballero, repitiendo final contra la U. D. Villa Santa Brígida.

## Nombre del club
- Unión Deportiva Las Palmas Atlético - (1977–1991)
- Unión Deportiva Las Palmas B - (1991–2008)
- Unión Deportiva Las Palmas Atlético - (2008–)

## Uniforme
- Uniforme titular: Camiseta amarilla y pantalón azules y medias azules con vuelta amarilla.
- Uniforme alternativo: Camiseta azul, pantalón amarillo y medias amarillas con vuelta azul.

## Campo de juego
En la actualidad y desde la temporada 2010-11 juega en el campo de césped artificial, anexo al Estadio de Gran Canaria.
Anteriormente utilizó durante muchos años el viejo Estadio Insular y más recientemente otros campos, como el Estadio Municipal Jorge Pulido del barrio capitalino de Las Coloradas, con terreno de césped artificial, o el Estadio Pepe Gonçalvez, de propiedad municipal, también de césped artificial y con un aforo para unos 3500 espectadores.

## Temporadas
| Temporada | División       | Posición |
| --------- | -------------- | -------- |
| 1977-78   | 3.ª División   | 5.º      |
| 1978/79   | 3.ª División   | 1.º      |
| 1979-80   | 2.ª División B | 9.º      |
| 1980-81   | 2.ª División B | 12.º     |
| 1981-82   | 2.ª División B | 20.º     |
| 1982-83   | 3.ª División   | 1.º      |
| 1983-84   | 3.ª División   | 3.º      |
| 1984-85   | 3.ª División   | 7.º      |
| 1985-86   | 3.ª División   | 2.º      |
| 1986-87   | 3.ª División   | 2.º      |
| 1987-88   | 2.ª División B | 17.º     |
| 1988-89   | 3.ª División   | 2.º      |
| 1989-90   | 3.ª División   | 1.º      |
| 1990-91   | 2.ª División B | 20.º     |
| 1991-92   | 3.ª División   | 1.º      |
| 1992-93   | 3.ª División   | 5.º      |
| 1993-94   | 3.ª División   | 3.º      |
| 1994-95   | 3.ª División   | 7.º      |
| 1995-96   | 3.ª División   | 4.º      |
| 1996-97   | 3.ª División   | 9.º      |
| 1997-98   | 3.ª División   | 3.º      |
| 1998-99   | 3.ª División   | 1.º      |
| 1999-00   | 3.ª División   | 1.º      |
| 2000-01   | 3.ª División   | 3.º      |
| 2001-02   | 3.ª División   | 13.º     |

| Temporada | División          | Posición |
| --------- | ----------------- | -------- |
| 2002-03   | 3.ª División      | 4.º      |
| 2003-04   | 3.ª División      | 8.º      |
| 2004-05   | 3.ª División      | 10.º     |
| 2005-06   | 3.ª División      | 13.º     |
| 2006-07   | 3.ª División      | 1.º      |
| 2007-08   | 3.ª División      | 2.º      |
| 2008-09   | 2.ª División B    | 16.º     |
| 2009-10   | 3.ª División      | 2.º      |
| 2010-11   | 3.ª División      | 2.º      |
| 2011-12   | 3.ª División      | 3.º      |
| 2012-13   | 3.ª División      | 1.º      |
| 2013-14   | 2.ª División B    | 4.º      |
| 2014-15   | 2.ª División B    | 16.º     |
| 2015-16   | 3.ª División      | 3.º      |
| 2016-17   | 3.ª División      | 1.º      |
| 2017-18   | 2.ª División B    | 14.º     |
| 2018-19   | 2.ª División B    | 15.º     |
| 2019-20   | 2.ª División B    | 16.º     |
| 2020-21   | 2.ª División B    | 13.º     |
| 2021-22   | 2.ª División RFEF | 15.º     |
| 2022-23   | 3.ª Federación    | 4.º      |
| 2023-24   | 3.ª Federación    | 4.º      |
| 2024-25   | 3.ª Federación    | 1.º      |
| 2025-26   | 2.ª Federación    |          |

 Ascenso
 Descenso

## Datos del club
- Temporadas en 2.ª División B: 12
- Temporadas en Segunda División RFEF: 1
- Temporadas en 3.ª División: 34
- Temporadas en 3.ª Federación: 3
- Participaciones en Copa del Rey: 9[n 1]
- Mejor puesto en la Liga: 4.º (Segunda División B de España, temporada 2013-14)
- Peor puesto en la Liga: 13.º (Tercera División de España, temporadas 2001-02 y 2005-06)
- Mejor trayectoria en la Copa: 1/16 (1986-87)

## Organigrama deportivo

### Plantilla 2025-26
- Los jugadores con dorsales superiores al 25 son, a todos los efectos, jugadores del segundo filial, la Unión Deportiva Las Palmas "C" y como tales, podrán compaginar partidos con el primer y segundo filial.

## Palmarés

### Torneos nacionales
- Copa Federación (1): 1994-95
- Tercera Federación (1): 2024-25
- Tercera División de España (9): 1978-79, 1982-83, 1989-90, 1991-92, 1998-99, 1999-00, 2006-07, 2012-13 y 2016-17
  - Subcampeón de la Tercera División de España (6): 1985-86, 1986-87, 1988-89, 2007-08, 2009-10 y 2010-11
- Subcampeón de la Copa de la Liga de Tercera División (1): 1985

Torneos regionales
- Copa RFEF (fase autonómica de Canarias) (3): 1994-95, 1998-99 y 1999-00
  - Subcampeón de la Copa RFEF (fase autonómica de Canarias) (1): 2000-01
- Copa José Antonio Ruiz Caballero (2): 2024 y 2025[19][20]
- Liga Interregional (5): 1956, 1960, 1961, 1964 y 1969
  - Subcampeón de la Liga Interregional (3): 1957, 1959 y 1976
- Copa Archipiélago (2): 1970 y 1977
  - Subcampeón de la Copa Archipiélago (2): 1974 y 1975
- Copa Gran Canaria (5): 1969, 1970, 1974, 1975 y 1977
  - Subcampeón de la Copa Gran Canaria (1): 1973

### Torneos amistosos
- Trofeo Teide (2): (1979 y 1980)[21]
- Torneo de San Ginés (11): (1970, 1971, 1974, 1976, 1979, 1980, 1982, 1988, 1994, 2015, 2017 y 2018)[22]
- Trofeo San Antonio (1): (2008)
- Trofeo Bajada de la Virgen de Los Reyes (1): (2013)[23]
- Trofeo del Partisano Garachico (1): (2018)[24]
- Torneo Maspalomas Costa Canaria (1): (2019)[25]
- Torneo Isla de La Palma (2): (2019 y 2025)[26]
- Torneo Pedro Pérez González (1): (2019)[27]
- Trofeo Nuestra Señora del Pino (3): (1996, 2020 y 2023)[28][29]
- Trofeo Ciudad de La Laguna (1): (2022)[30]
- Trofeo Pepe Ramos (1): (2022)
- Torneo 50.° Aniversario San Bartolomé Club de Fútbol (1): (2022)[31]
- Trofeo de Los Remedios (1): (2023)[32]
- Torneo Fiestas de Argual (1): (2025)[33]